# Stefanie Zweig
Pour les articles homonymes, voir Zweig.
Stefanie Zweig, née le 19 septembre 1932 à Leobschütz (ex-Silésie allemande, aujourd'hui Głubczyce en Pologne) et morte le 25 avril 2014 à Francfort-sur-le-Main, est une journaliste et romancière allemande. Elle est surtout connue pour son roman autobiographique, Nirgendwo in Afrika (Nulle part en Afrique) publié en 1995, qui a été un best-seller en Allemagne. Cette œuvre est basée sur son enfance et la vie de sa famille au Kenya, où cette famille avait fui pour échapper à la persécution dans l'Allemagne nazie. L'adaptation cinématographique du roman, diffusée au début du XXIe siècle en salle, a remporté l'Oscar du meilleur film en langue étrangère 2003. Ses livres se sont vendus à plus de sept millions d'exemplaires et ont été traduits en une quinzaine de langues.

## Biographie

### Enfance
Elle naît en 1932 dans une ville allemande de Silésie (devenue après la Seconde Guerre mondiale une ville polonaise, Głubczyce). En 1938, la famille juive de Stefanie Zweig fuit l'Allemagne nazie pour se réfugier au Kenya, alors colonie britannique. Ils passent d'une vie urbaine prospère à Breslau (aujourd'hui Wrocław) à une ferme pauvre au Kenya. Elle séjourne dans ce pays durant la plus grande partie de son enfance, ce qui la marque fortement.
Après la Seconde Guerre mondiale, en 1947, alors qu'elle a 15 ans, sa famille revient en Allemagne, ce qui l'oblige à réapprendre l'allemand et à perdre son accent anglais.
Après avoir obtenu un diplôme de l'école Schiller en 1953, elle commence une carrière de journaliste. Elle travaille un certain temps comme stagiaire, puis comme rédactrice pour l'Abendpost (de), un tabloïd qui dessert la région de Francfort . De 1959 à 1988, Zweig travaille à Francfort pour ce journal et son successeur, Abendpost/Nachtausgabe. Abendpost/Nachtausgabe cesse ses parutions en 1988, après quoi elle devient une journaliste indépendante, tout en se consacrant à l'écriture.
Son pays d'adoption lui manquant, elle s'est en effet mise à écrire depuis quelques années des romans autobiographiques racontant son enfance, ses aventures, ses impressions et ses sentiments, après avoir rédigé quelques livres pour enfants, à commencer par Eltern sind auch Menschen [Les parents sont aussi des personnes] en 1978. Elle devient, grâce à ces récits autobiographiques, une romancière best-seller. Ein Mund voll Erde, publié en 1980, est son premier roman sur son séjour africain. Ce roman raconte son premier amour avec un garçon kikuyu. Nirgendwo in Afrika est un roman autobiographique mais le nom des personnages a été changé, ainsi que certains faits qui ont été ajoutés ou d'autres qui ont été enlevés. Néanmoins, l'histoire en général reste autobiographique. Dans le roman Irgendwo in Deutschland, elle raconte le retour et la vie en Allemagne. C'est une suite à Nirgendwo in Afrika.
Elle reçoit en 1993 la médaille de l'Ordre du Mérite de la République fédérale d'Allemagne.
Ces livres de Zweig se sont vendus à plus de sept millions d'exemplaires et ont été traduits en une quinzaine langues. L'adaptation cinématographique de Nirgendwo in Afrika, diffusée en 2002, a été écrite et réalisée par Caroline Link. Cette adaptation cinématographique a remporté l'Oscar du meilleur film en langue étrangère en 2003, et plusieurs autres prix. Bien que ce film ait attiré l'attention internationale sur Stefanie Zweig, elle n'a pas participé directement à sa réalisation .
Stefanie Zweig vivait à Francfort, en Allemagne, où elle mourut le 25 avril 2014 des suites d'une maladie.

## Œuvres
- Eltern sind auch Menschen, Fischer, 1978,  (ISBN 3-439-78103-8)
- Großeltern hat jeder, Herold, 1979,  (ISBN 3-7767-0192-7)
- In gute Hände abzugeben, Herold, 1980 3-7767-0193-5
- Ein Mund voll Erde, Union-Verlag, 1980,  (ISBN 3-8139-5356-4)
- Neubearbeitung: Vivian und ein Mund voll Erde, 2001,  (ISBN 3-7844-2842-8)
- Setterhündin entlaufen ... Hört auf den Namen Kathrin Herold, 1981,  (ISBN 3-7767-0264-8)
- Die Spur des Löwen, Langen Müller, 1981,  (ISBN 3-414-10670-1)
- Schnitzel schmecken nicht wie Schokolade, Herold 1982  (ISBN 3-7767-0370-9)
- Une enfance africaine, (Nirgendwo in Afrika), Boje, 1995,  (ISBN 3-7844-2560-7)
- Une jeunesse allemande, (Irgendwo in Deutschland), Langen Müller, 1996,  (ISBN 3-7844-2578-X)
- Hund sucht Menschen, Lentz, 1996,  (ISBN 3-88010-403-4)
- Nos rêves d'Afrique, (… doch die Träume blieben in Afrika), Langen Müller, 1998,  (ISBN 3-7844-2697-2)
- Der Traum vom Paradies, Langen Müller, 1999,  (ISBN 3-7844-2741-3)
- Katze fürs Leben, Langen Müller, 1999,  (ISBN 3-7844-2655-7)
- Bum sucht eine Familie, Lentz, 1999,  (ISBN 3-8801-0466-2) (coécrit avec Reinhold Prandl)
- Karibu heißt willkommen, Langen Müller, 2000,  (ISBN 3-7844-2801-0)
- Wiedersehen mit Afrika, Langen Müller, 2002,  (ISBN 3-7844-2894-0)
- Owuors Heimkehr, Erzählungen aus Afrika, Langen Müller, 2003,  (ISBN 3-7844-2913-0)
- Filles de l'Afrique, (Es begann damals in Afrika), Langen Müller, 2004,  (ISBN 3-7844-2963-7)
- Seul l'amour demeure, (Nur die Liebe bleibt), Langen Müller, 2006,  (ISBN 3-7844-3051-1)
- La Maison des Rothschidallee, (Das Haus in der Rothschildallee), Landesbildstelle Baden, 2007,  (ISBN 3-7844-3103-8)
- Le Bonheur est ailleurs, (Und das Glück ist Anderswo), Heyne, 2007,  (ISBN 3-4538-1126-7)
- Une famille allemande, (Die Kinder der Rothschildallee), Langen Müller, 2009,  (ISBN 3-7844-3158-5)
- Heimkehr in die Rothschildallee. Langen Müller, 2010,  (ISBN 978-3-7844-3240-3)
- Neubeginn in der Rothschildallee. Langen Müller, 2011,  (ISBN 978-3-7844-3268-7)
- Nirgendwo war Heimat: Mein Leben auf zwei Kontinenten. Langen Müller,2012,  (ISBN 978-3-7844-3310-3)[5]

## Prix et distinctions
- 1982 : (international) « Honour List »[8] de l' IBBY pour Ein Mund voll Erde
- 1993 : médaille de l'Ordre du Mérite de la République fédérale d'Allemagne.